# Hervé Leuwers
Pour les articles homonymes, voir Leuwers.
Hervé Leuwers, né le 14 février 1963 à Rosendaël, est un historien français. Il est spécialiste d’histoire de la Révolution française et d’histoire de la justice et des professions judiciaires.

## Biographie
Après une thèse consacrée à Merlin de Douai (1754-1838), Hervé Leuwers enseigne à l'Université d'Artois, puis à Lille-III (aujourd'hui université de Lille), où il est professeur d'histoire moderne et de la Révolution française depuis 2008. Ses travaux sont essentiellement consacrés à l'histoire de la justice et des professions judiciaires, ainsi qu’à celle des hommes et de la vie politique et judiciaire de la Révolution française.
Il a publié une biographie de Robespierre chez Fayard (2014) ; à partir d'un retour aux sources, il propose de nouvelles analyses, notamment sur l'importance de la pensée de Montesquieu chez le conventionnel, et met un terme à certaines légendes, comme celle de la rencontre de Louis XVI et de Robespierre devant Louis-le-Grand en 1775. Il a également été co-auteur d'une bande dessinée sur le personnage (2017), et lui a consacré une biographie audio (2018).
En 2018, il a publié une biographie de Camille et Lucile Desmoulins.
Hervé Leuwers a été directeur des Annales historiques de la Révolution française de 2011 à 2017. Depuis cette dernière date, il est le président de la Société des études robespierristes. Il est également secrétaire général de la Société internationale d'histoire de la profession d’avocat.

## Publications

### Ouvrages
- Merlin de Douai : un juriste en politique, Arras, Artois presses Université, coll. « Histoire », 1996, 378 p. (ISBN 2-910663-05-1, présentation en ligne), [présentation en ligne].
- L’invention du barreau français (1660-1830). La construction nationale d’un groupe professionnel, Paris, Ed. EHESS, 2006.
- La justice dans la France moderne. Du roi de justice à la justice de la nation (1498-1792), Paris, Ellipses, 2010.
- La Révolution française et l’Empire, Paris, PUF, 2011, 286  p. (ISBN 978-2-13-056852-0)
- Robespierre, Paris, Fayard, 2014, 458 p. (ISBN 978-2-213-67156-7, présentation en ligne)Réédition : Robespierre, Paris, Pluriel, coll. « Pluriel », 2016, 456 p., poche (ISBN 978-2-8185-0509-0).
- Camille et Lucile Desmoulins : un rêve de république, Paris, Fayard, coll. « Biographies historiques », 2018, 456 p. (ISBN 978-2-213-69373-6).
- Maximilien Robespierre, Paris, PUF, 2019, 224 p.  (ISBN 978-2-13-080027-9).
- La Révolution française, Paris, PUF, 2020, 390 p.  (ISBN 978-2-13-082509-8).

### Direction d'ouvrages collectifs
- Michel Biard (dir.) et Hervé Leuwers (dir.), Visages de la Terreur : l'exception politique de l'an II, Paris, Armand Colin, 2014, 269 p. (ISBN 978-2-200-60012-9, présentation en ligne).
- Michel Biard (dir.) et Hervé Leuwers (dir.), Danton : le mythe et l'histoire, Paris, Armand Colin, 2016, 231 p. (ISBN 978-2-200-61413-3, présentation en ligne).
- Hervé Leuwers (dir.), Virginie Martin (dir.) et Denis Salas (dir.), Juger la terreur. Justice transitionnelle et république de l’an III. 1794-1795, Paris, La documentation française, 2022, 271 p. (ISBN 978-2-11-157485-4, présentation en ligne).
- Michel Biard (dir.), Philippe Bourdin (dir.) et Hervé Leuwers (dir.), Dictionnaire des Conventionnels, Ferney-Voltaire, Centre international d’étude du XVIIIe siècle, 2022, 1310 p. (ISBN 978-2-84559-153-0, présentation en ligne).

## Prix
- Prix Limantour 2007, de l'Académie des Sciences morales et politiques, pour L'invention du barreau français[8].
- Grand prix d'histoire 2013, de la Société des sciences, de l'agriculture et des arts de Lille[9].
- Prix Château de Versailles du livre d'Histoire 2018, pour Camille et Lucile Desmoulins[10].